# Krzyżowa Dolina
Krzyżowa Dolina (niem. Kreuzthal) – wieś położona w województwie opolskim, w powiecie opolskim, w gminie Ozimek.

## Nazwa

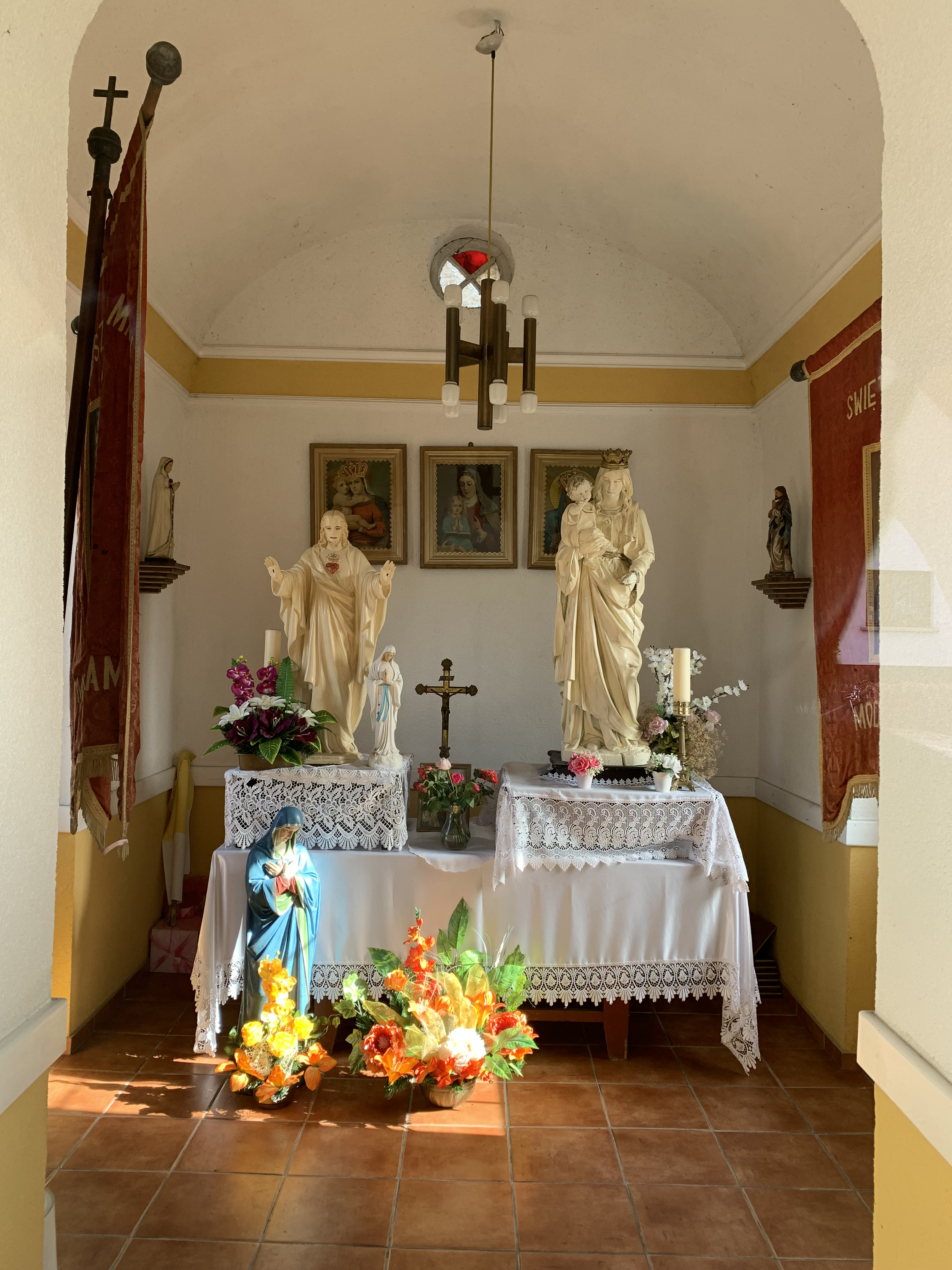
Wnętrze kaplicy w Krzyżowej Dolinie

Topograficzny podręcznik Górnego Śląska z 1865 roku notuje miejscowość jako kolonię pod niemiecką nazwą Creuzthal, a także wymienia obecnie stosowaną, polską nazwę Krzyżowa Dolina we fragmencie: "Der Polnische Name ist Krzyżodolina".
Przez miejscową ludność wieś nazywana jest Kolynisty lub Lajstki